# Mala Ševnica
Mala Ševnica – wieś w Słowenii, w gminie Trebnje. W 2018 roku liczyła 16 mieszkańców.